# Ivaylo Dimitrov (cầu thủ bóng đá, sinh 1989)
Ivaylo Dimitrov (tiếng Bulgaria: Ивайло Димитров; sinh 26 tháng 3 năm 1989) là một cầu thủ bóng đá Bulgaria hiện tại thi đấu cho Slavia Sofia ở vị trí tiền vệ cánh hoặc tiền đạo. Dimitrov was educated ở CSKA Sofia's youth academy.

## Sự nghiệp quốc tế
Ngày 21 tháng 8 năm 2017, Dimitrov lần đầu tiên được lựa chọn vào đội tuyển Bulgaria bởi huấn luyện viên Petar Hubchev hướng đến Vòng loại Cúp bóng đá thế giới 2018 trước Thụy Điển và Hà Lan. Anh ra mắt 10 ngày sau đó trước Thụy Điển khi vào sân ở phú thứ 83 thay cho Ivelin Popov trong chiến thắng 3–2.